# ヌール (ヨルダン王妃)
ヌール・アル＝フセイン（アラビア語: نور الحسين, ラテン文字転写: Nūr al-Ḥusayn、Noor al-Hussein、1951年8月23日 -）は、ヨルダン国王フセイン1世の4人目の妃。結婚前の名前はリサ・ナジーブ・ハラビー（Lisa Najeeb Halaby）。

## 経歴
アメリカ合衆国ワシントンD.C.でシリア系アメリカ人の家庭に生まれた。プリンストン大学で都市計画を学び、ヨルダンの首都アンマンで働いていた頃フセイン1世に見初められ、1978年6月15日に結婚した。
王妃となってからは地雷禁止国際キャンペーンの活動に携わり、1995年からユナイテッド・ワールド・カレッジの学長、1996年から行方不明者国際委員会の委員を務めている。

## 子女
- ハムザ王子（1980年 - 、حمزة）
- ハーシム王子（1981年 - 、هاشم）
- イマーン王女（1983年 - 、إيمان）
- ラーイヤ王女（1986年 - 、راية）